# Го Юйцзе
Го Юйцзе (кит. 郭雨洁; род. 16 марта 2004 года, Чжанцзякоу, Хэбэй, Китай) — китайская спортсменка-паралимпийска, соревнующаяся в биатлоне и лыжных гонках. Чемпионка зимних Паралимпийских игр 2022 года в Пекине.

## Биография
4 марта 2022 года 17-летняя спортсменка вместе со следж-хоккеистом Ван Чжидуном была знаменосцем команды Китая на церемонии открытия зимних Паралимпийских игр. В первый соревновательный день, 5 марта Юйцзе Го с результатом 20:32.6 завоевала золотую медаль в биатлоне в спринте на 6 км среди спортсменок, соревнующихся стоя.